# Ad maiorem Dei gloriam

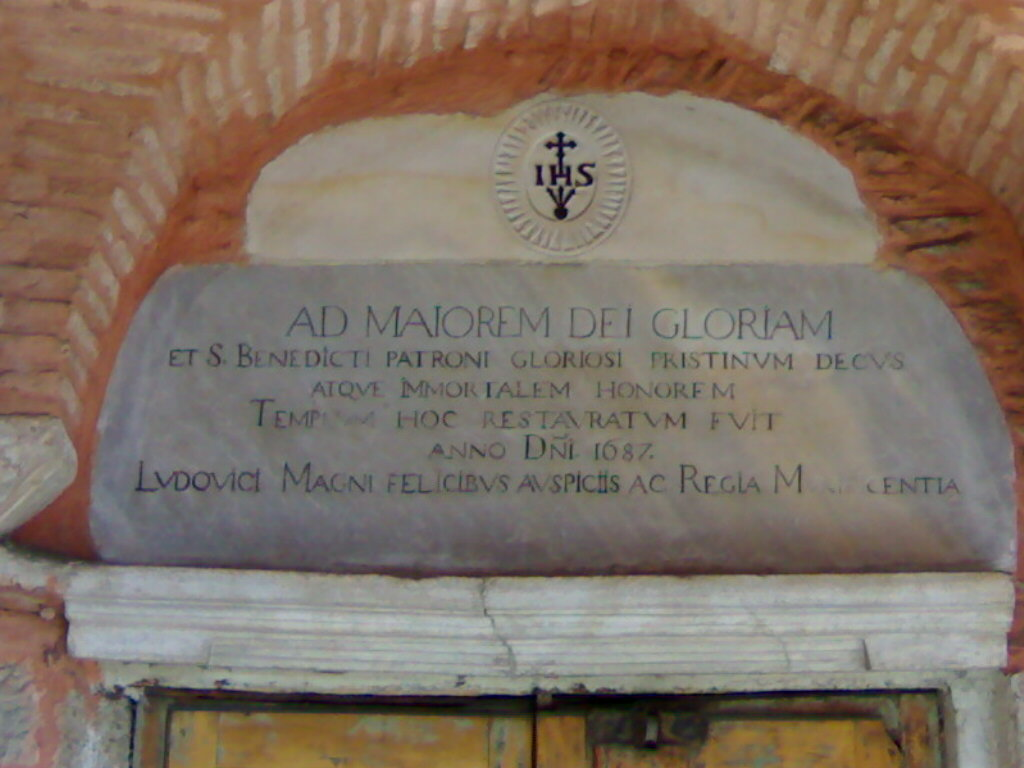
Inskrypcja przy wejściu do kościoła św. Benedykta w Stambule

Ad maiorem Dei gloriam (skrót AMDG) – łacińska dewiza Towarzystwa Jezusowego znacząca „na większą chwałę Bożą”. Od momentu powstania zakonu stanowi jezuickie hasło programowe, charakteryzujące ducha i styl życia zakonu. Znaczenie formuły bliskie jest pojęciu magis (łac. „bardziej”, „więcej”) – będącemu jednym z kluczowych pojęć duchowości ignacjańskiej.
Dewiza ta występuje ponad 300 razy w konstytucjach i listach św. Ignacego Loyoli, czasem w nieco zmienionym brzmieniu. Uważa się, że oddaje ona skrótowo treść ignacjańskich Ćwiczeń duchownych, wyrażając ideę ciągłego wszechstronnego samorozwoju i duchowego doskonalenia się. Charyzmat Towarzystwa Jezusowego charakteryzuje się wielopłaszczyznowością, wielością obszarów działania, powołaniem do pracy w różnych środowiskach - dewiza AMDG wyraża taki charakter jezuickiego charyzmatu zgodnie z duchem ignacjańskiej medytacji o wezwaniu do odnajdywania możliwości służby Bogu wszędzie tam, gdzie powołuje Król Wieczny. W haśle zawarta jest więc gotowość do całkowitego i pełnego oddania się służbie Bożej.
Ad maiorem Dei gloriam jest też częstym mottem umieszczanym na jezuickich kościołach, budynkach kolegiów i domach zakonnych. Nie tylko przez autorów jezuickich umieszczana jest często także jako zdanie kończące książki.
Występują też różne drobne odmiany tej dewizy, np. dłuższa forma omnia ad maiorem Dei gloriam (łac. „wszystko na większą chwałę Bożą”). Często spotyka się także rozszerzoną o aspekt maryjny, oparta na od samego początku żywej w duchowości jezuickiej pobożności maryjnej wersja ad maiorem Dei gloriam et Beatissimae Virginis Mariae honorem (łac. „na większą chwałę Bożą i cześć Najświętszej Dziewicy Maryi”).